# Richard Van Belle
Richard A. Van Belle (1920 - ca. 2005) was een Belgisch malacoloog. Van Belle was turnleraar aan het Koninklijk Atheneum in Sint-Niklaas.
In 1975 maakte hij kennis met de Nederlandse malacoloog Piet Kaas. Samen met hem werkte hij vanaf 1985 aan een reeks boeken die alle keverslakken beschrijven. Na de dood van Kaas in 1996 werkte hij samen met Hermann Strack (Nationaal Historisch Museum) het zesde en laatste deel af.
In 2001 schonk hij zijn verzameling, bestaande uit 10270 specimens, 534 soorten en 30 paratypes samen met zijn nota's en bibliotheek aan het Koninklijk Belgisch Instituut voor Natuurwetenschappen.

## Werken
- De Europese Keverslakken, 1983
- (en) Monograph of living chitons (Mollusca: polyplacaphora) (1985 - 2006), Brill Academic Publishers